# 小林国司
小林 国司（こばやし くにじ、1908年（明治41年）1月10日 - 1993年（平成5年）7月9日）は、昭和期の農業技術者、農林官僚、政治家。参議院議員（3期、自由民主党）。

## 経歴
鳥取県出身。1936年（昭和11年）東京帝国大学農学部農業土木科を卒業。農林省に入り、農地局設計課長、同建設部長、北陸農政局長、八郎潟新農村建設事業団理事、全国土地改良事業団連合会副会長などを歴任した。
1968年（昭和43年）7月の第8回参議院議員通常選挙で全国区から自由民主党公認で立候補して初当選。1974年（昭和49年）7月の第10回通常選挙（全国区、自由民主党公認）でも再選され、参議院議員を連続2期務めた。1980年（昭和55年）の第12回通常選挙には立候補しなかったが、翌1981年（昭和56年）11月、石破二朗の死去に伴う第12回通常選挙鳥取県地方区補欠選挙に自民党公認で立候補して当選し。同年の春の叙勲で勲二等瑞宝章受章。国会内では参議院農林水産委員長、同懲罰委員長、同公職選挙法改正に関する特別委員長などを務め、党内では参議院自由民主党副幹事長を歴任した。参議院議員を3期務めて1986年（昭和61年）に引退（後継者は坂野重信）。1990年秋の叙勲で勲二等旭日重光章受章。
その他、(株)新農村開発センター社長、日本技術士会会長、鳥取県土地改良事業団体連合会会長なども務めた。1993年7月9日死去、85歳。死没日をもって正四位に叙される。